# Рыбаков, Валентин Борисович
Валентин Борисович Рыбаков (бел. Валянцін Барысавіч Рыбакоў; р. 1958, Томск) — белорусский дипломат, с 2017 года — постоянный представитель Республики Беларусь при Организации Объединённых Наций.

## Биография
Окончил среднюю школу с золотой медалью. В 1980 году окончил с отличием переводческий факультет Минского государственного педагогического института иностранных языков по специальности «Английский и французский языки». В 1994 году прошёл трёхмесячные курсы для дипломатов из стран бывшего СССР в  Институте зарубежной службы при Государственном департаменте США.
На дипломатической службе с 1993 года. В 1993—1994 гг. — третий секретарь Секретариата Министерства иностранных дел Республики Беларусь. В 1999—2001 гг. — начальник управления международной безопасности и контроля над вооружениями Министерства иностранных дел Республики Беларусь. В 2001—2003 гг. — советник Постоянного представительства Республики Беларусь при ООН. В 2003—2005 годах работал советником, советником-посланником Посольства Республики Беларусь в США. В 2005 году назначен начальником управления Америки Министерства иностранных дел Республики Беларусь. В 2005—2006 гг. — посол по особым поручениям Министерства иностранных дел Республики Беларусь. В 2006—2013 гг. — помощник Президента Республики Беларусь. С января 2013 года — заместитель Министра иностранных дел Республики Беларусь.
7 августа 2017 года был освобождён от должности заместителя министра иностранных дел и назначен на должность представителя Беларуси при ООН (вступил в должность 15 сентября 2017 года).
Имеет дипломатический ранг Чрезвычайного и Полномочного Посла. Владеет английским и французским языками.
В документах из архива WikiLeaks Рыбакова описывают как «устоявшийся контакт» посольства США в Беларуси, подчинённый главе президентской администрации Владимира Макея.

## Семья
Жена — Петкевич, Наталья Владимировна (1972 г. р.), первый заместитель главы Администрации президента Республики Беларусь.
Имеет сына.